# Zebrias penescalaris
Zebrias penescalaris är en fiskart som beskrevs av Gomon, 1987. Zebrias penescalaris ingår i släktet Zebrias och familjen tungefiskar. Inga underarter finns listade i Catalogue of Life.